# آدرامیتیون
آدرامیتیون (به یونانی:Άδραμύττειον؛ لاتین:Adramytteion) یک شهر باستانی یونانی در آئولیس در ترکیه است که در استان بالیکسیر واقع شده‌است.

## نام شناسی
در رابطه با نام آدرامیتیون دو تئوری وجود دارد. بر اساس تئوری اول، این شهر توسط آدرامیس پسر الیاتس، فرمانروای لودیه ساخته شده است. برخی نیز معتقدند این شهر حدود هزار سال پیش از لودیها و در دوره مردمی که به زبان لووی سخن میگفتند، ساخته شده و نام آن آدرا-مودرا بوده است.

## دوره ها
آدرامیتیون از دورهٔ مس سنگی تا دورهٔ بیزانس مسکونی بوده است و از این جهت، یکی از پر سابقه ترین استقرارهای آناتولی محسوب می شود.